# 최고은 (번역가)
최고은은 대한민국의 일본어 번역가이다. 국민대학교에서 일본사와 정치를 전공했고 동 대학원에서 일본 대중문화론을 공부했다. 현재 도쿄 대학교 대학원 총합문화연구과에서 일본 문학을 연구하며 전문 번역가로 활동하고 있다. 소설 문학소녀 시리즈와 비블리아 고서당 사건수첩 시리즈의 번역가로 알려져 있다.

## 저작
- 기리노 나쓰오 작품(비채)
  - 로즈 가든
  - 물의 밤 재의 꿈
  - 천사에게 버림받은 밤

- 노리즈키 린타로 작품
  - 노리즈키 린타로의 모험(엘릭시르)
  - 잘린 머리에게 물어봐(비채)
  - 킹을 찾아라(엘릭시르)

- 노무라 미즈키 작품(학산문화사)
  - 문학소녀 시리즈
  - 리쿠와 치세

- 모리무라 세이이치 작품
  - 청춘의 증명
  - 야성의 증명
  - 인간의 증명

- 미카미 엔 작품
  - 비블리아 고서당 사건수첩(디앤씨미디어)
  - 니시우라 사진관의 비밀(아르테)

- 아리스가와 아리스 작품(북홀릭)
  - 까마귀 어지러이 나는 섬
  - 달리의 고치
  - 말레이 철도의 비밀
  - 어두운 여관
  - 절규성 살인사건
  - 46번째 밀실

- 아비코 타케마루 작품
  - 인형, 탐정이 되다
  - 소풍버스 납치 사건
  - 인형은 잠들지 않아
  - 라이브 하우스 살인 사건

- 요네자와 호노부 작품(북홀릭)
  - 덧없는 양들의 축연
  - 부러진 용골
  - 인사이트 밀
  - 추상오단장

- 고바야시 야스미 작품
  - 커다란 숲의 자그마한 밀실
  - 밀실.살인

- 골든애플(마리 유키코, 비채)
- 그림자 밟기(요코야마 히데오, 검은숲)
- 나는 너를 죽일 수 없어(하세가와 유, 북홀릭)
- 도미노(온다 리쿠, 북홀릭)
- 모방살의(나카마치 신, 비채)
- 백년법(야마다 무네키, 애플북스)
- 부호형사(쓰쓰이 야스타카, 검은숲)
- 소멸세계(무라타 사야카, 살림)
- 스켈리튼 키(미치오 슈스케, 검은숲)
- 아이네 클라이네 나흐트 무지크(이사카 고타로, 현대문학)
- 옛날에 내가 죽은 집(히가시노 게이고, 비채)
- 칠드런(이사카 고타로, 현대문학)
- 침묵의 거리에서(오쿠다 히데오, 민음사)
- 64(요코야마 히데오, 검은숲)